# 稼圃庄
稼圃庄位于中国浙江省宁波市海曙区高桥镇梁祝村梁祝文化公园，清代建筑，建筑坐北朝南，由正屋及南侧石牌坊两部分构成，正屋设有前后天井，前天井东筑石库门，为砖砌门楼，设有双扇门，石牌坊离屋19米，为单开间小牌楼，全石结构，为后期新建，2014年7月16日公布为鄞州区文物保护单位，2018年12月28日因行政区划调整公布为海曙区文物保护单位。